# Club Natació Molins de Rei
Club Natació Molins de Rei é um clube de polo aquático espanhol da cidade de Molins de Rey. atualmente na Divisão de Honra.'

## História
O Club Natació Molins de Rei foi fundado em 1971.

## Títulos
- Liga Espanhola Feminina
  - 1988